# Carex spongiosa
Carex spongiosa là một loài thực vật có hoa trong họ Cói. Loài này được Ohwi mô tả khoa học đầu tiên năm 1930.